# Chaumeil
Chaumeil település Franciaországban, Corrèze megyében. Lakosainak száma 166 fő (2022. január 1.). Chaumeil Grandsaigne, Meyrignac-l’Église, Pradines, Saint-Augustin, Saint-Yrieix-le-Déjalat, Sarran és Veix községekkel határos.

## Népesség
A település népességének változása:
| Lakosok száma | 325  | 218  | 188  | 158  | 162  | 158  | 158  | 163  | 164  | 166  |
|               | 1968 | 1982 | 1990 | 2006 | 2013 | 2015 | 2017 | 2019 | 2020 | 2022 |